# Cantó de Corbeil-Essonnes-Est
El cantó de Corbeil-Essonnes-Est és un antic cantó francès del departament d'Essonne, que estava situat al districte d'Évry. Comptava amb part del municipi de Corbeil-Essonnes.
Al 2015 va desaparèixer i el seu territori va passar a formar part del nou cantó de Corbeil-Essonnes.

## Municipis
- Corbeil-Essonnes

## Història
| Data d'elecció                           | Identitat         | Partit           | Qualitat |
| ---------------------------------------- | ----------------- | ---------------- | -------- |
| 1985-1988                                | Aline Marti       | PCF              |          |
| 1988-2004                                | Serge Dassault    | RPR, després UMP |          |
| 2004-2008                                | Jean-Michel Fritz | UMP              |          |
| 2008-                                    | Carlos Da Silva   | PS               |          |
| les dades anteriors no són pas conegudes |                   |                  |          |
|                                          |                   |                  |          |

## Demografia
| A partir de 1990: Població sense dobles comptes |